# Willingham (Cambridgeshire)
Willingham – wieś i civil parish w Anglii, w Cambridgeshire, w dystrykcie South Cambridgeshire. W 2011 civil parish liczyła 4015 mieszkańców. Willingham jest wspomniana w Domesday Book (1086) jako Wiuelingham.